# Administrativní dělení Turkmenistánu
Turkmenistán je rozdělen do pěti regionů a jedné hlavní městské části.
Turkmenistán je rozdělen na 5 regionů - Ahal, Balkan, Dasoguz, Lebap a Mary. Každý region je rozdělen do okresů. V Turkmenistánu je 50 okresů, 24 měst, z toho 15 měst v celém obvodu, 76 vesnic a 553 venkovských rad (venkovských obecních jednotek) a 1903 venkovských osad.

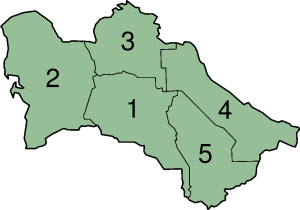
Mapa

Hlavním městem Turkmenistánu je Ašchabat , což je správní a územní jednotka s působností v celém regionu. Ašchabad se skládá ze 6 okresů: okres Bagtyyarlyk, okres Berkararlyk, okres Kopetdag, okres Archabil, okres Abadan a okres Rukhabat.
| Region            | Hlavní město | Velikost     | Na Mapě |
| ----------------- | ------------ | ------------ | ------- |
| Ahalský region    | Arkadag      | 97 260 km 2  | 1       |
| Ašchabad          | Ašchabad     | 260 km 2     | Není    |
| Balkanský region  | Balkanabat   | 139 300 km 2 | 2       |
| Daşoguzský region | Daşoguz      | 73 400 km 2  | 3       |
| Lebapský region   | Türkmenabat  | 93 700 km 2  | 4       |
| Maryský region    | Mary         | 87 200 km 2  | 5       |